# جیمز اف. آلن
جیمز اف آلن (انگلیسی: James F. Allen؛ زادهٔ ۱۹۵۰ (۷۴–۷۵ سال)) یک زبان‌شناس محاسباتی آمریکایی است که به دلیل مشارکت در منطق زمانی، به ویژه جبر فاصله‌ای آلن شناخته شده است. او به بازنمود دانش، استدلال عقلانی و فهم زبان‌های طبیعی علاقه‌مند است و معتقد است که«درک عمیق زبان در حال حاضر تنها با مهندسی دستی قابل توجه فرمالیسم‌های غنی از لحاظ معنایی همراه با اولویت‌های آماری قابل دستیابی است». او پروفسور جان اچ. دسورر در علوم رایانه در دانشگاه راچستر است.

## زندگی‌نامه
آلن دکترای خود را  از دانشگاه تورنتو در سال ۱۹۷۹، تحت نظارت سی. ریموند پررو دریافت کرد، پس از آن او به دانشگاه راچستر پیوست. در راچستر، او از سال ۱۹۸۷ تا ۱۹۹۰ رئیس بخش بود، از سال ۱۹۹۲ تا ۱۹۹۶ برنامه علوم شناختی را مدیریت کرد و از سال ۱۹۹۶ تا ۱۹۹۸ مرکز علوم زبان را به طور مشترک مدیریت کرد. او از سال ۱۹۸۳ تا ۱۹۹۳ به عنوان سردبیر زبان‌شناسی محاسباتی خدمت کرد. از سال ۲۰۰۶ او همچنین معاون مدیر موسسه فلوریدا برای شناخت انسان و ماشین بوده است.

## زندگی آکادمیک

### پروژه تی‌آرآی‌پی‌اس
پروژه تی‌آرآی‌پی‌اس یک تحقیق بلندمدت برای ایجاد فناوری عمومی برای سیستم‌های گفتگو (هم گفتاری و هم «چت») است که شامل پردازش زبان‌های طبیعی، حل مشکل مشترک و مدل‌سازی زبان حساس‌به‌متن است. این در تضاد با رویکردهای مبتنی بر داده توسط یادگیری ماشینی است که در ابتدا نیاز به جمع آوری و حاشیه‌نویسی بدنه‌ها، یعنی آموزش داده‌ها دارد.

### عامل پی‌ال‌او‌دبلیو
عامل پی‌ال‌او‌دبلیو سیستمی است که مدل‌های کار اجرایی را از یک جلسه یادگیری مشترک یاد می‌گیرد، که فناوری‌های هوش مصنوعی گسترده از جمله درک عمیق زبان طبیعی، بازنمایی دانش و استدلال، سیستم‌های گفتگو، سیستم‌های برنامه‌ریزی/عامل‌محور و یادگیری ماشین را ادغام می‌کند. این مقاله برنده جایزه برجسته مقاله در انجمن پیشبرد هوش مصنوعی (AAAI) در سال ۲۰۰۷ شد.

## آثار برگزیده

### کتاب‌ها
آلن نویسنده کتاب درسی درک زبان طبیعی است (بنجامین-کامینگز، ۱۹۸۷؛ ویرایش دوم، ۱۹۹۵).
او همچنین  کتاب استدلال درباره برنامه‌ها را با مشارکت هنری کاوتز، ریچارد پلوین و جاش تننبرگ در (مورگان کافمن، ۱۹۹۱) نوشت.